# Staatsstraße 22 (Finnland)

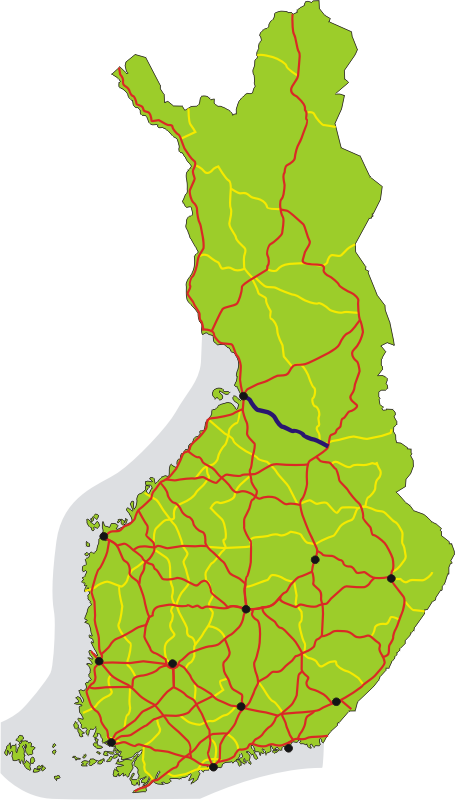
Verlauf der Staatsstraße 22

Die finnische Staatsstraße 22 (finn. Valtatie 22, schwed. Riksväg 22) führt von Oulu nach Kontiomäki nördlich von Kajaani. Die Straße ist 184 Kilometer lang.

## Streckenverlauf

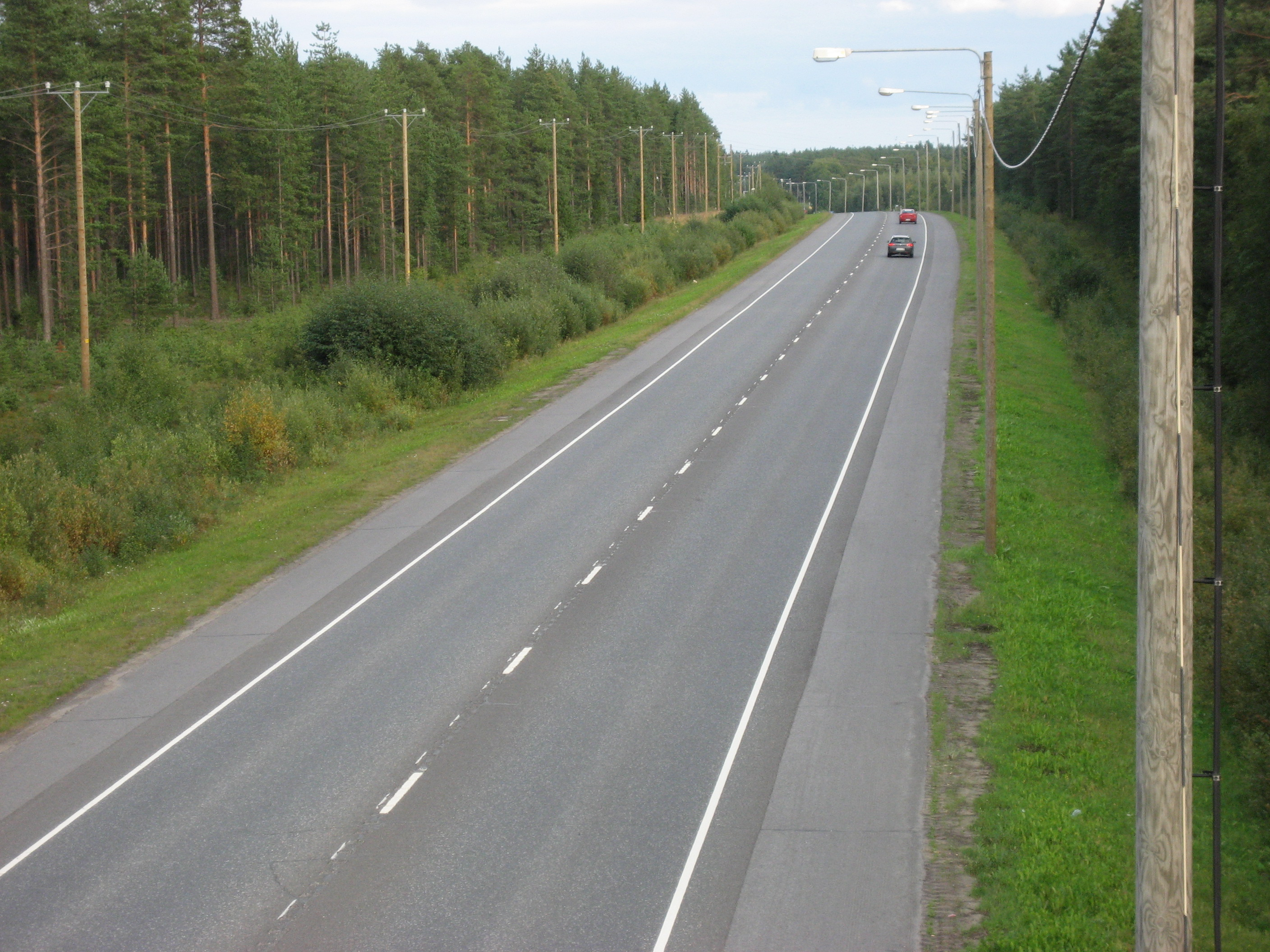
Die Straße in Maikkula (2007)

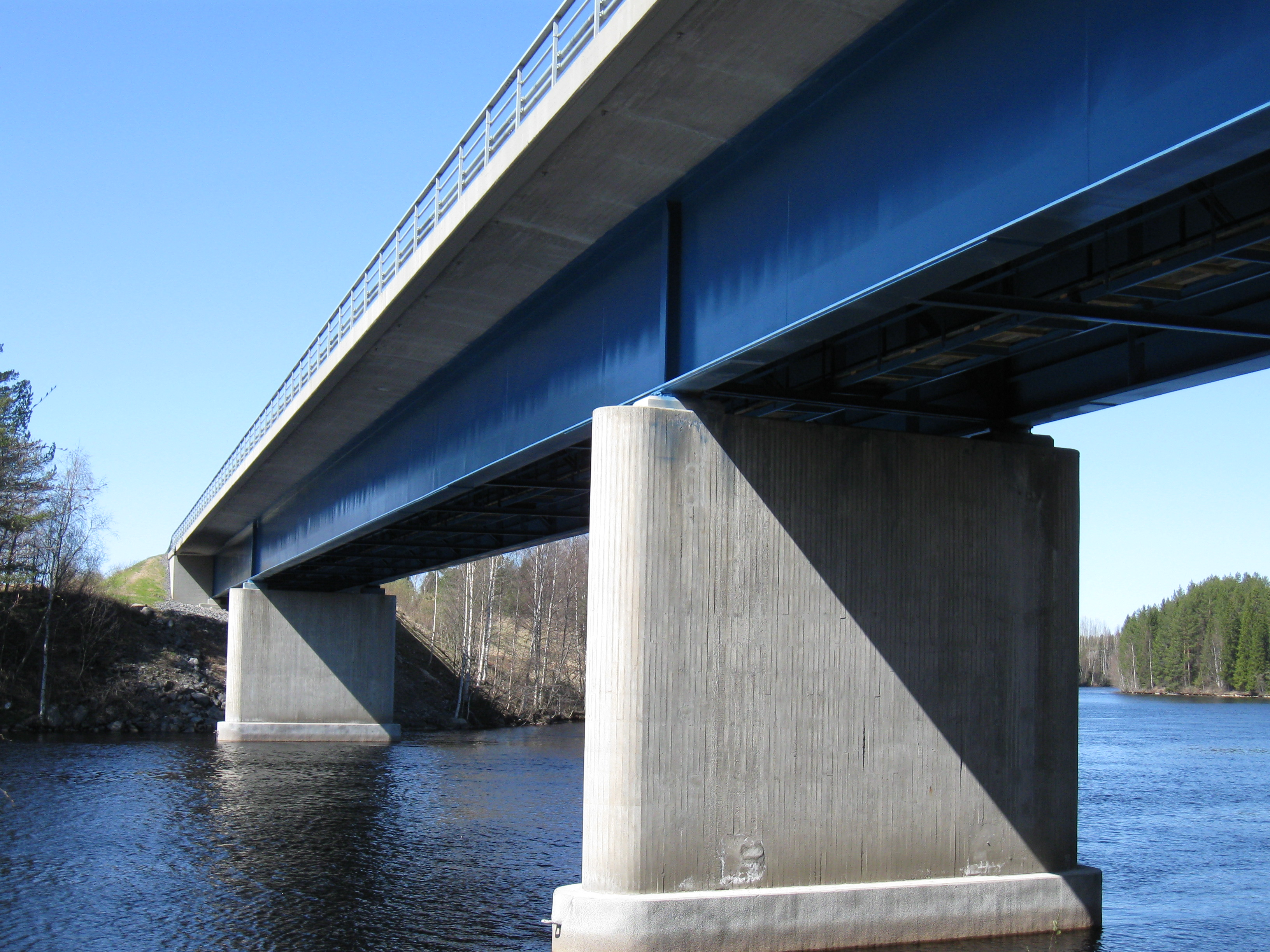
Brücke über den Oulujärvi in Utajärvi

Die Staatsstraße 22 zweigt in Oulu von der Staatsstraße 4 (zugleich Europastraße 8) ab und führt dann in generell ostsüdöstlicher Richtung über Muhos, Utajärvi, Vaala und Paltamo nach Kontiomäki, wo sie auf die Staatsstraße 5 (zugleich Europastraße 63) trifft und an dieser endet.